# Малая Сосьва (нижний приток Северной Сосьвы)
Малая Сосьва — река в России, протекает по территории Советского и Берёзовского районов Ханты-Мансийского автономного округа. Правый приток Северной Сосьвы, располагается на западной окраине Западно-Сибирской равнины. Длина реки — 484 км, площадь водосборного бассейна — 10 400 км².

## Течение
Исток Малой Сосьвы расположен примерно в 30 км севернее посёлка Агириш на возвышенности, простирающейся от Урала до хребта Люлимвор. Высота истока — 177 м. Далее река течёт на юго-восток до южного конца хребта, после чего резко поворачивает на север. В этом направлении река течёт вплоть до впадения в Северную Сосьву у посёлка Игрим.
Русло в среднем течении достаточно узкое, но последние 70 километров река протекает по равнинной и болотистой местности. Питание реки преимущественно снеговое. Во время весеннего паводка она значительно разливается. Важнейшие притоки — Емъюган, Сотэюган (правые) и Пунга, Узюмъюган (левые).

## Гидрология
Бассейн реки охватывает 10 400 км². В нижнем течении река достигает ширины около 150 м при средней глубине 1,5 м. Скорость течения здесь составляет 0,4 м/с. Река замерзает с октября по апрель-май, после чего начинается весенне-летнее половодье, которое длится до сентября. Расход воды Малой Сосьвы в среднем течении (173 км выше устья) составляет в среднем 36,7 м³/с; минимум в марте — 9,8 м³/с; максимум в мае — 129 м³/с.

## Притоки
(км от устья)

(указаны длины рек > 50 км)
- Ялбыньтурхулюм (лв)
- Хулюм (пр)
- Касевхулюм (пр)
- 12 км: Унхулюм (пр) (длина 72 км)
- 20 км: Пунга (лв) (длина 222 км)
- 41 км: Колыхулюм (пр)
- 95 км: Хутюм (пр)
- 123 км: Ун-Хутюмъюган (пр)
- 131 км: Сотэюган (пр) (длина 137 км)
- 136 км: Кастхатэнгъюган (лв)
- 159 км: Нагаюган (лв)
- 181 км: Узюмъюган (лв) (длина 57 км)
- 194 км: Россьюган (лв)
- Посынгур (лв)
- 212 км: Вонга (лв)
- 228 км: Большой Вошлынг (лв)
- 230 км: Малый Вошлынг (лв)
- Сякна (лв)
- Сортымъюган (пр)
- Емъердымсоим (пр)
- 287 км: Емъюган (пр) (длина 108 км)
- 297 км: Шульшпитыгъюган (пр)
- Нарья (лв)
- Теуссоим (лв)
- 358 км: Большой Онжас (пр)
- Худим (пр)
- 368 км: Нехсапръюган (пр)
- 373 км: Янкъюган (лв)
- 375 км: Потлохъюган (пр)
- 381 км: Ай-Ёваюган (лв)
- 393 км: Татьюган (пр)
- 404 км: Ёваюган (лв)
- 406 км: Поръюган (пр)
- 423 км: Сыньюган (лв)[6]
- 442 км: Тапыпандымъюган (пр)
- Верхний Тапыпандымъюган (пр)
- 445 км: Акрышъюган (пр)
- Ахтья (пр)
- 455 км: Тулаюган (лв)
- 464 км: Куштыпъюган (лв)

## Инфраструктура и экономика
Река является судоходной вплоть до посёлка Светлый, расположенного на 120 км выше устья.
Кроме Светлого и посёлка городского типа Игрим, расположенного в устье, на реке нет других населённых пунктов. Несколько бывших мансийских поселений в верхнем и среднем течении реки покинуто несколько десятилетий назад. В районе нижнего течения реки в 1960-х годах началась добыча природного газа, после того как был открыт Березовский газоносный район Западно-Сибирского нефтегазоносного бассейна. Здесь реку пересекают несколько газопроводов, идущие от районов добычи до промышленных городов среднего Урала. В районе верхнего течения реки осуществляется промышленная вырубка леса, для чего в 1970 году в посёлке Агириш открылся железнодорожный терминал.
В 1976 году в среднем течении реки открылся заповедник Малая Сосьва площадью 225 562 гектаров. Администрация заповедника находится в городе Советский.